# Helianthemum gonzalezferreri
Helianthemum gonzalezferreri är en solvändeväxtart som beskrevs av A. Marrero. Helianthemum gonzalezferreri ingår i släktet solvändor, och familjen solvändeväxter. Inga underarter finns listade i Catalogue of Life.